# Maoilios
Maoilios  è un nome proprio di persona gaelico scozzese maschile.

## Varianti
- Maschili: Maoilíosa[5]
  - Forme anglicizzate: Malise[2], Miles[2], Myles[4][5]
- Femminili: Maoilíosa[6]

## Origine e diffusione
È composto dal termine scozzese maoil ("discepolo", "devoto", "servo") e dal nome "Gesù", e vuol dire quindi "servo di Gesù", "devoto di Gesù"; è quindi analogo per composizione ai nomi Malcolm e Marmaduke, e per significato ad Abdieso e Gilchrist.
Il nome veniva talvolta "trasposto" in inglese utilizzando il nome Miles, con il quale non è però collegato. La variante Maoilíosa, originariamente solo maschile, ha successivamente acquisito anche valenza femminile, e recentemente viene resa in inglese usando il nome Melissa.

## Onomastico
Non esistono santi che portano questo nome, che quindi è adespota. L'onomastico può essere festeggiato in occasione di Ognissanti, il 1º novembre.

## Il nome nelle arti
- Malise è un personaggio del film del 1912 The Lady of the Lake, diretto da James Stuart Blackton.
- Malise è uno pseudonimo utilizzato dal cantante Zucchero Fornaciari.